# 大ロンドン計画
大ロンドン計画（だいロンドンけいかく、英語: Greater London Plan）は、1944年にロンドン大学のパトリック・アバークロンビー教授によって作成された都市計画。イギリス産業革命期のころから問題となっていたロンドンへの過度の人口集中による弊害を克服するため、また、第二次世界大戦の戦災からの復興を意図して策定された。

## 概要
この計画ではロンドン地域を同心円状に、内部市街地－郊外地帯－グリーンベルト－周辺地帯と捉えている。中心部の既成市街地では一定の高人口密度を認めるが、郊外地帯では人口の過密を抑制し、その周辺の都心から20～30キロ圏はグリーンベルトとして開発そのものを抑制する。そして、ロンドン周辺では受け入れられない人口は、さらに外側の周辺地帯にある既存都市を拡張すると同時に、8箇所に新都市を建設し、人口の受け皿とする。
この計画は、スティーブニッジやハーロウなどのニュータウンを生むとともに、グリーンベルトとされた地域では、開発が厳しく規制されることとなった。1968年に計画が見直され、「大ロンドン開発計画」が策定されている。

## 日本への影響
日本で首都圏の復興を進めるために策定された1950年代の首都圏整備計画には、大ロンドン計画の強い影響を見ることができる。東京都区部等の市街地を既成市街地として過密化を抑制し、その周辺に近郊地帯（グリーンベルト）を設定し、人口と産業はさらに周辺の衛星都市に分散を誘導する、という計画である。
しかし、グリーンベルトは、イギリスのように開発を抑制するのではなく、建ぺい率を低く設定して緑を残すという方法で、開発を抑制できないだけでなく、違法建築の乱立を招くこととなった。この経験から、1968年に制定された都市計画法においては、都市計画区域を市街化区域と市街化調整区域に区分するという方式が考えられることとなった。
日本で代表的なニュータウンは、大阪の千里ニュータウンと、東京の多摩ニュータウンである。しかしこれらのニュータウンは事実上失敗作となっている。
その理由は、ハワード氏が提唱した田園都市構想にならって行われた大ロンドン計画では、衛星都市の周りには、グリーンベルトを設置し、都市同士がスプロール現象などによって一つにならないようにすることと、職住近接。すなわち、職を作ることであり、『ニュータウン』の名前にふさわしく、新たに独立した生活空間を築くことでもある。
この二つの大原則を守って作らなかったため、日本のニュータウン計画で作られた、大阪の千里ニュータウンも東京の多摩ニュータウンも、単なる都心部へ働きに行く人たちのベッドタウンにとどまってしまったため、少なくとも本家の大ロンドン計画の理念に鑑みれば失敗作と言わざるを得ない。